# NGC 3597
NGC 3697 is een spiraalvormig sterrenstelsel in het sterrenbeeld Beker. Het hemelobject werd op 21 maart 1835 ontdekt door de Britse astronoom John Herschel.

## Synoniemen
- ESO 503-3
- MCG -4-27-5
- AM 1112-232
- IRAS 11122-2327
- PGC 34266